# Arne Sand
Arne Emil Berthold Sand, född 4 mars 1927 i Engelbrekts församling, Stockholm, död 23 mars 1963 i Västerleds församling, Stockholm, av en hjärntumör, var en svensk författare. 
Bland hans verk har Trollkarlens lärling, Enhörningarna och Väderkvarnarna på senare år givits ut igen.

## Liv och författarskap
Sand arbetade som fältmätare och kartritare 1945–1948. År arbetade han som korrekturläsare hos Bonniers och debuterade samma år med romanen Förföljaren. Boken fick Strindbergspriset, en romanpristävling Bonniers utlyste till Strindbergsjubileet, med den då höga prissumman 25 000 kronor. Sand blev då författare på heltid. Förföljaren handlar om Richard Wernon, en före detta kommunist som deltagit som frivillig i Spanska inbördeskriget och kommit hem med senare skulle komma att kallas posttraumatiskt stressyndrom. Romanen följdes av Erövraren 1951. Erövraren betecknades som andra delen i en planerad trilogi som tillsammans skull ge "en skildring av den moderna människans förhållande till marxismen", men någon tredje roman publicerades aldrig. Istället tystnade Sand som romanförfattare. Han skrev litteraturkritik, noveller och arbetade som reseamanuens för Konstfrämjandet.
När han återvände som romanförfattare var det med två romaner om ett fantasisamhälle på den uppländska landsbygden, Öändan, där hans två nästa romaner – Ljugarstriden 1956 och Drömboken 1958 – utspelar sig. Sands författarskap hade nu gått i en mer fabulerande riktning. Ljugarstriden blev också något av ett läsarmässigt genombrott för honom. Hans författarskap fortsatte sedan sin vandring bort från den realistiska romanen med Trollkarlens lärling 1959 och Väderkvarnarna 1962.
Påsken 1957 diagnostiserades Sand med en hjärntumör, som 1963 kom att ta hans liv.  Hans sista roman, den 1965 postumt publicerade Enhörningarna, var en dagbok han skrev – lätt maskerad som efterlämnad av en annan person – under ett par veckors sjukhusvistelse.

## Verk
- Förföljaren. Stockholm: Bonnier. 1949. Libris 930765. https://litteraturbanken.us17.list-manage.com/track/click?u=eff7c8cc82e09eba304a188fb&id=c1bdc20235&e=b04a2daaf5
- Erövraren. Stockholm: Bonnier. 1951. Libris 8073219. https://litteraturbanken.us17.list-manage.com/track/click?u=eff7c8cc82e09eba304a188fb&id=d856eb288c&e=b04a2daaf5
- Ljugarstriden. Stockholm: Albert Bonniers förlag. 1956. Libris 602147. https://litteraturbanken.us17.list-manage.com/track/click?u=eff7c8cc82e09eba304a188fb&id=b1d89c8281&e=b04a2daaf5
- Drömboken. Stockholm: Bonnier. 1958. Libris 1704719. https://litteraturbanken.us17.list-manage.com/track/click?u=eff7c8cc82e09eba304a188fb&id=8cf60511ef&e=b04a2daaf5
- Trollkarlens lärling. Stockholm: Bonnier. 1959. Libris 1704717. https://litteraturbanken.us17.list-manage.com/track/click?u=eff7c8cc82e09eba304a188fb&id=7297dc0f60&e=b04a2daaf5
- Väderkvarnarna. Stockholm: Bonnier. 1962. Libris 602151. https://litteraturbanken.us17.list-manage.com/track/click?u=eff7c8cc82e09eba304a188fb&id=1c8ce968b2&e=b04a2daaf5
- Enhörningarna. Stockholm: Bonnier. 1965. Libris 7978. https://litteraturbanken.us17.list-manage.com/track/click?u=eff7c8cc82e09eba304a188fb&id=926521be4f&e=b04a2daaf5
- Världen där ingen behöver simma. Stockholm: Legus. 1991. Libris 7769614. ISBN 9188192016. https://litteraturbanken.us17.list-manage.com/track/click?u=eff7c8cc82e09eba304a188fb&id=618474c044&e=b04a2daaf5

## Priser och utmärkelser
- 1960 – Boklotteriets stipendiat